# Autorités régionales d'Irlande

Carte des autorités régionales.

Les autorités régionales (en anglais : Regional Authorities) sont des subdivisions de l'Irlande. Elles correspondent au niveau 3 de la nomenclature des unités territoriales statistiques.
Établies par le Local Government Act 1991 entré en vigueur en 1994, elles sont au nombre de huit et ont pour objectif de promouvoir la coordination des services publics et d'assurer la répartition des fonds structurels européens.

## Liste
1. Border Regional Authority (comtés de Cavan, Donegal, Leitrim, Louth, Monaghan et Sligo)
2. West Regional Authority (comtés de Galway, Mayo et Roscommon)
3. Midlands Regional Authority (comtés de Laois, Longford, Offaly et Westmeath)
4. Mid-East Regional Authority (comtés de Kildare, Meath et Wicklow)
5. Dublin Regional Authority (comtés de Dublin, Dún Laoghaire-Rathdown, Fingal et Dublin-Sud)
6. South-East Regional Authority (comtés de Carlow, Kilkenny, Waterford, Wexford et Tipperary-Sud)
7. South-West Regional Authority (comtés de Cork et Kerry)
8. Mid-West Regional Authority (comtés de Clare, Limerick et Tipperary-Nord)